# Parasmittina californiensis
Parasmittina californiensis is een mosdiertjessoort uit de familie van de Smittinidae. De wetenschappelijke naam van de soort is, als Smittia californiensis, voor het eerst geldig gepubliceerd in 1908 door Robertson.